# Quarante martyrs du Brésil

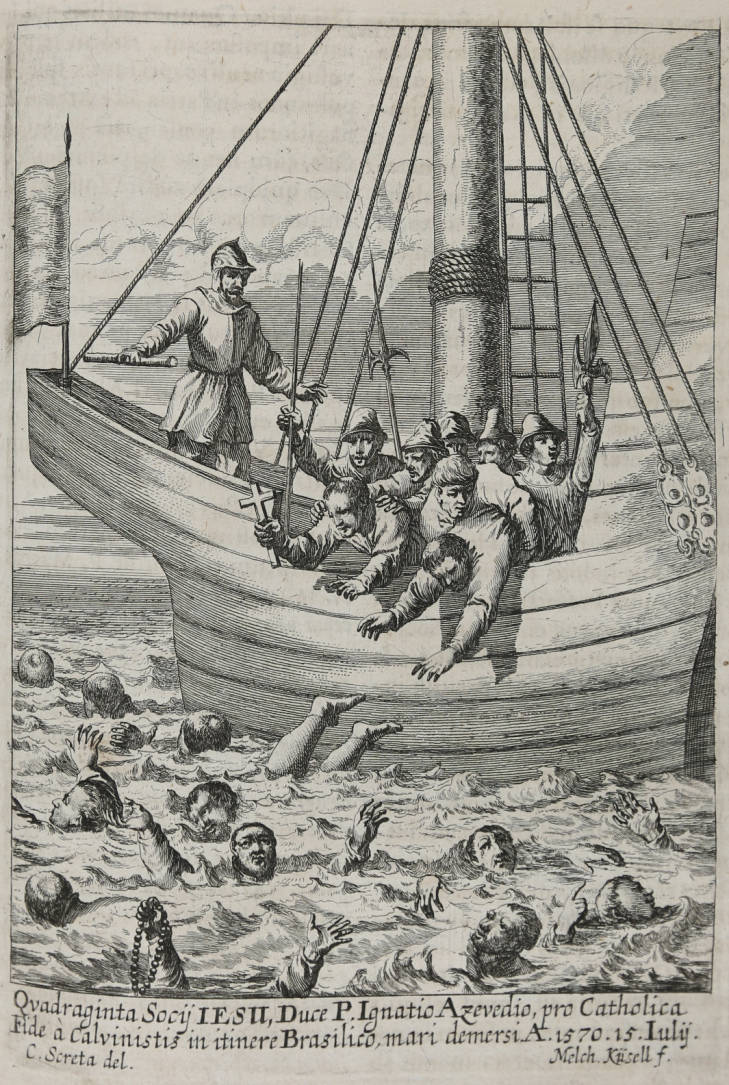
Gravure de Melchior Küsel représentant les 40 martyrs du Brésil

Les Quarante martyrs du Brésil, (également connus comme ‘Martyrs de Tazacorte’) sont un groupe de quarante jeunes jésuites (32 portugais et 8 espagnols) qui furent mis à mort par des corsaires huguenots lorsque leur navire, en route vers le Brésil, fut capturé au large des Canaries. Faits prisonniers les missionnaires sont mis à mort le 15 juillet 1570.
Béatifiés ensemble par le pape Pie IX le 11 mai 1854, ils sont liturgiquement commémorés le 15 juillet.

## L’événement
Ignace d'Azevedo revenu du Brésil en Europe en 1569 pour y recruter des volontaires pour la mission du Brésil, reprend la mer le 5 juin 1570 avec 86 missionnaires : 70 jésuites et 16 laïcs. Il est responsable du groupe, ayant été nommé ‘Provincial du Brésil’.  La flottille composée de trois navires quitte Lisbonne le 5 juin. Une semaine plus tard elle arrive à l'île de Madère, première escale. 
Là, on les informe que la présence dans les parages du corsaire huguenot français Jacques de Sores rend les eaux dangereuses, ce qui amène la flottille à rester quelque temps au port.
Le capitaine du navire - le Santiago - harcelé par les marchands qui financent le voyage décide de reprendre la mer malgré l’évidence du danger. Azevedo s’est cependant assuré que ne se trouvent plus à bord que des volontaires (quatre préférèrent débarquer à Funchal) Ils sont en route pour La Palma (dans les îles Canaries), qui constituait la deuxième étape : des marchandises devaient y être livrées et des réserves stockées en vue de la grande traversée. Quarante jésuites sont à bord : Azevedo avec un autre prêtre, un diacre, quatorze frères coadjuteurs et vingt-trois étudiants (la plupart venant du scolasticat de Coimbra).

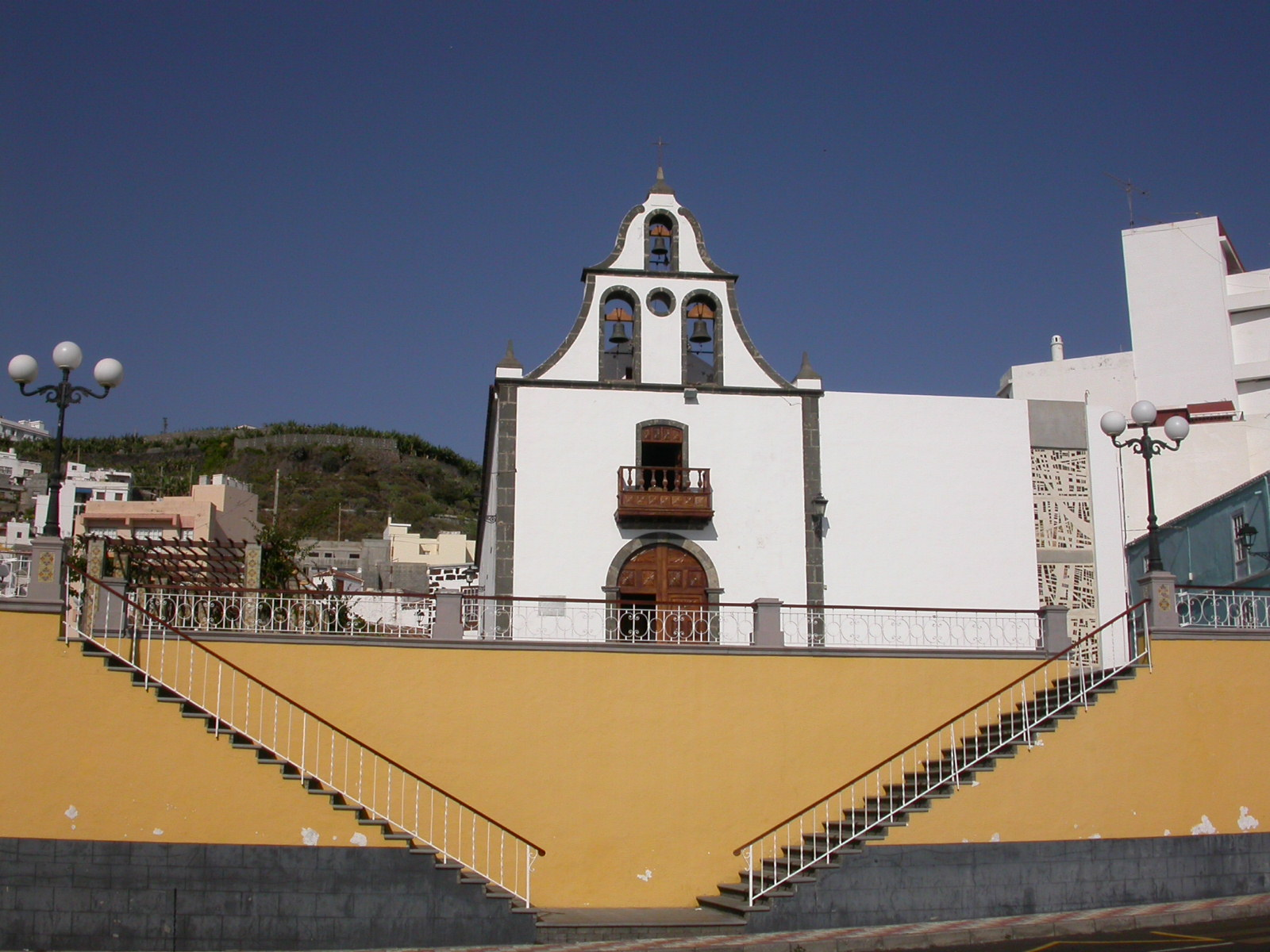
Église de Tazacorte, où se cultive le souvenir des martyrs

Il semble bien que le navire ait atteint sans encombre Tazacorte sur la côte ouest de La Palma. Descendus à terre les jésuites célèbrent un service religieux dans l'église du village. Ensuite le navire fait route vers Santa Cruz de La Palma sur la côte Est, mais est rejoint au cap Sud - au large de Fuencaliente - par cinq navires corsaires. Submergé par le nombre d’attaquants le navire est capturé et les passagers faits prisonniers. Découvrant à bord ce large groupe de missionnaires partis porter la foi catholique au Brésil les huguenots les maltraitent physiquement, et les jettent finalement par-dessus bord, si bien qu'ils se noyèrent.
Seul survit l’un d’eux, nommé João Sanches, parce que l'un des navires corsaires en avait besoin comme cuisinier. Quand les corsaires font escale à La Rochelle Sanches parvient à s'échapper et à s’enfuir au Portugal où il fait connaître la mort tragique des missionnaires jésuites. La nouvelle se répand rapidement à travers l’Europe et fait grand bruit.

## Liste des quarante martyrs

### Portugais
1. Ignace d'Azevedo, prêtre et Provincial du Brésil (né à Porto, Portugal)
2. Diego de Andrade, prêtre (né à Gran Pedrógão, Portugal)
3. Benoît de Castro, étudiant (né à Chacim, Macedo de Cavaleiros, Portugal)
4. Antonio Soares, étudiant (né à Trancoso Beira, Portugal)
5. Manuel Álvarez, frère coadjuteur (né à Estremoz, Portugal),
6. Francisco Álvares (pt), frère coadjuteur (né à Covilhã, Portugal)
7. Domingos Fernandes, étudiant (né à Borba, Portugal)
8. Juan Fernandes, étudiant (né à Braga, Portugal)
9. Juan Fernandes, étudiant (né à Lisbonne, Portugal)
10. Antonio Correia, étudiant (né à Oporto, Portugal)
11. Francisco de Magalhães, étudiant (né à Fortaleza de la Sal, Portugal)
12. Marcos Caldeira, étudiant (né à Feira, Portugal)
13. Amaro Vaz, frère coadjuteur (né à Benviver, Marco de Canavezes, Portugal)
14. Gonçalo Henriques, étudiant (né à Porto, Portugal)
15. Álvaro Mendes Borralho, étudiant (né à Elvas, Portugal)
16. Pedro Nunes, étudiant (né à Frontera, Portugal)
17. Manuel Rodríguez, étudiant (né à Alcochete, Portugal)
18. Nicolás Dinis, étudiant (né à Bragança, Portugal)
19. Luis Correia, étudiant (né à Évora, Portugal)
20. Diego Pires Mimoso, étudiant (né à Nisa, Portugal)
21. Aleixo Delgado, étudiant (né à Elvas, Portugal)
22. Bras Ribeiro, frère coadjuteur (né à Braga, Portugal)
23. Luis Rodrigues, étudiant (né à Évora, Portugal)
24. André Gonçalves, étudiant (né à Viana do Alentejo, Portugal)
25. Gaspar Álvarez, étudiant (né à Portoo, Portugal)
26. Manuel Fernandes, étudiant (né à Celorico de Beira, Portugal)
27. Manuel Pacheco, étudiant (né à Ceuta, Espagne)
28. Pedro Fontoura, frère coadjuteur (né à Chaves, Portugal)
29. Antonio Fernández, frère coadjuteur (né à Montemor-o-Novo, Portugal)
30. Simao da Costa, frère coadjuteur (né à Oporto, Portugal)
31. Simón López, étudiant (né à Ourém, Portugal)
32. Juan, (né à Entre Douro e Minho, Portugal)

### Espagnols
1. Jean de Mayorga, frère coadjuteur (né à Saint-Jean-Pied-de-Port, France)
2. Alfonso de Baena (es), frère coadjuteur (né à Villatobas, Toledo, Espagne)
3. Esteban de Zudaire (es), frère coadjuteur (né à Zudaire-Améscoa, Navarre, Espagne)
4. Juan de San Martín, étudiant (né à Yuncos, Toledo, Espagne)
5. Juan Zafra, frère coadjuteur (né à Jerez Badajoz, Espagne)
6. Francisco Pérez Godoy, étudiant (né à Torrijos, Toledo, Espagne ; neveu de Thérèse d'Avila)
7. Gregorio Escribano, frère coadjuteur (né à Viguera, Logroño, Espagne)
8. Fernando Sánchez, étudiant (né à Castilla-La Vieja, Espagne)

## Reconnaissance
Reconnus comme martyrs de la foi, par Grégoire XV en 1623 et Benoît XIV en  1742 ils sont béatifiés par Pie IX le 11 mai 1854. La commémoration liturgique des quarante bienheureux se fait le 15 juillet. Dans le calendrier de la Compagnie de Jésus, ils sont associés aux autres martyrs jésuites, et commémorés le 19 janvier.

## Hommage
En 1999 le Conseil municipal de La Palma (Canaries) - en association avec d’autres institutions - a fait un hommage en mémoire de ces martyrs, en immergeant 40 croix de béton en mer, au lieu présumé de leur martyre.